# Dicranomyia otagensis
Dicranomyia otagensis är en tvåvingeart som beskrevs av Alexander 1924. Dicranomyia otagensis ingår i släktet Dicranomyia och familjen småharkrankar. Inga underarter finns listade i Catalogue of Life.